# Partamaspate
Partamaspate di Partia  (fl. II secolo) governò prima l'Impero partico e poi il regno di Osroene come cliente di Roma all'inizio del II secolo d.C.

## Biografia
Dopo aver speso gran parte della sua vita in esilio a Roma, Partamaspate seguì l'imperatore Traiano durante la sua ultima campagna di conquista contro l'Impero partico. L'idea originaria di Traiano era quella di conquistare e di annetterlo come parte dell'Impero romano, ma alla fine, nel 116 d.C. al momento del suo rientro a Ctesifonte, decise di trasformarlo in un regno cliente di Roma e di porre sul trono proprio Partamaspate.
L'anno successivo, dopo il ritiro delle forze romane, Osroe I riuscì facilmente a sconfiggere Partamaspate e a riconquistare tutti i territori precedentemente occupati.
Dopo la sconfitta Partamaspate si rifugiò presso i Romani, i quali gli affidarono il governo del piccolo regno di Osroene. Partamaspate vi regnò in coreggenza con Yalur dal 118 al 122 e poi da solo fino al 123.
Dal suo territorio di Osroene, si sa che commerciava con l'Impero Kushan, inviando merci via mare e attraverso il fiume Indo.